# Chapelle Notre-Dame-de-Bon-Secours de Niembourg
Pour les articles homonymes, voir Chapelle Notre-Dame-de-Bon-Secours.
 (août 2023).
La chapelle Notre-Dame-de-Bon-Secours est un édifice religieux catholique situé à Halinghen, en France.

## Situation et accès
L'édifice est situé au chemin du Mont-de-la-Marne, dans le hameau de Niembourg, vers le centre du territoire communal d'Halinghen, et plus largement à l'ouest du département du Pas-de-Calais.

## Histoire

### Contexte
Marie (Ruffine Bernandine) Robert, habitante de Niembourg et veuve de Félix Leroy (juge de paix), décède le 13 octobre 1900 en son domicile,. D'après ses dernières volontés dressées par un notaire : le légataire universel de ses biens devient Alexandre Robert, son frère ; une somme est laissée à la servante de l'abbé Leroy, son fils ; un terrain dit « Pâture à l'argile » est légué à Félix Legrand, son petit-neveu et filleul du prêtre, qui est chargé d'y édifier un monument sous le vocable de Notre-Dame du Bon Secours en assurant un entretien pendant 60 ans au minimum à compter de la date du décès.

### Édification et entretien
La chapelle est ainsi édifiée, conformément à cette volonté, en 1902 dans le domaine privé. L'entretien est par la suite assuré par l'abbé Legrand, curé de Merck-Saint-Liévin. En 1948, la chapelle est transmise à l'abbé Vasseur, curé de La Capelle-lès-Boulogne, qui la cède ensuite à Marcel Vasseur, son frère, et à l'épouse de celui-ci. Ces derniers décédés en 2001 et 2018 respectivement, la chapelle est encore transmise à Martine Haudiquet, née Vasseur.

### Restauration
La chapelle se dégrade avec le temps, que cela soit à l'extérieur ou à l'intérieur. Soucieux de conserver le patrimoine familial, Martine Haudiquet et son époux décident sa restauration. Les travaux sont engagés en 2019. Après demande satisfaite en octobre 2020, la Région Hauts-de-France subventionne les travaux à hauteur de 42 % pour la réfection des vitraux et de la toiture : les premiers sont confiés à l'atelier du vitrail d'art de Widehem, le second aux Établissements Dégardin de Selles. La famille Hadiquet-Vasseur se charge quant à elle des peintures, de l'aménagement des extérieurs, de la restauration de l'autel et des statues ainsi de la réparation des infiltrations. Pour marquer cet accomplissement, une cérémonie est prévue le 25 juin 2022, à 15 h, avec l’abbé Auxence Payima.

## Structure
L'édifice, de taille modeste, est de base carrée et se dresse dans un périmètre délimité par une haie. Il présente des façades blanches avec une toiture et un chaînage gris. L'entrée est surmontée d'une petite niche dans laquelle s'inscrit une statuette de Marie ; la toiture d'une croix. Chacune des trois autres façades présente une ouverture avec vitrail. L'intérieur héberge un autel en bois avec plusieurs statues colorées.